# Звонок 2 (фильм, 2005)
«Звонок 2» (англ. The Ring Two) — американский психологический фильм ужасов, снятый в 2005 году режиссёром Хидэо Наката и являющийся продолжением фильма 2002 года «Звонок». Хидео Наката, режиссёр оригинального фильма «Звонок», на котором основаны последующие американские версии, снял этот фильм вместо Гора Вербински. Ноам Мурро был режиссёром до Накаты, но покинул проект из-за творческих разногласий.
Фильм снимался в Астории, штат Орегон, и в Лос-Анджелесе, штат Калифорния. Он был выпущен 18 марта 2005 года, и, хотя он был встречен в целом негативной критикой, но вышел в Соединенных Штатах с высокими 35 миллионами долларов США в первые выходные, что более чем вдвое превышает первые выходные оригинального фильма «Звонок». Однако его окончательный внутренний доход составил 76 миллионов долларов, что меньше, чем первоначальные 129 миллионов долларов, но на международном уровне он собрал 87 миллионов долларов, а общая прибыль составила 163 миллиона долларов США. После второй части последовал третья часть «Звонки» 2017 года.

## Сюжет
Через шесть месяцев после событий первого фильма и сразу после событий короткометражного фильма — «Звонки» проклятая видеокассета Самары Морган циркулирует среди подростков в Астории, штат Орегон. Джейк Пирс находится на седьмом дне по правилам записи и просит свою подругу Эмили посмотреть запись. Он ненадолго заходит на кухню, пока Эмили якобы смотрит запись. Джейк получает телефонный звонок и сначала думает, что это Самара, но с облегчением понимает, что это всего лишь его друг, с которым он планировал обманом заставить Эмили посмотреть запись. Внезапно Джейк замечает темную жидкость, вытекающую из-под кухонной двери, и выбегает в гостиную, но обнаруживает, что Эмили испугалась и закрыла глаза, смотря запись. Джейк тут же убит Самарой.
Рэйчел и Эйдан переехали в Асторию из Сиэтла после того, как отправили кассету в эфир. Рэйчел работает в The Daily Astorian на редактора Макса Рурка. Рэйчел узнает о смерти Джейка, осматривая его тело, но появляется Самара, заявляющая, что искала её. Рэйчел врывается в дом Джейка, забирает видеокассету и сжигает её. Эйдану снится кошмар, когда Самара затаскивает его в телевизор. Вскоре у него начинается переохлаждение и появляются синяки на руках. На уездной ярмарке Эйдан забредает в туалет и фотографирует свое отражение, где появляется Самара. Рэйчел забирает его домой, но по дороге на них нападает несколько диких оленей, которые наносят вред их машине. После инцидента Рэйчел возвращается домой с Эйденом и беспокоится о его здоровье. Именно в это время Рэйчел понимает, что Эйдан может быть одержим Самарой.
Решив не оставаться одним в своем доме, они спешат в Daily Astorian, удивляя её коллег, включая Макса. Затем Рэйчел просит его о помощи, Макс принимает их в своей квартире. Пока Рэйчел пытается искупать Эйдана, у него появляется иррациональный страх перед водой. Самара заставляет воду отступать из ванны, заменяя Эйдана собой и терроризируя Рэйчел, так что она пытается утопить Самару. Входит Макс, видя, что вместо этого она топит Эйдана, и заставляет её отвезти его в больницу. Пока Эйдан спит, он телепатически посылает Рэйчел видение Самары, состоящее из множества разных образов. У Рэйчел остается много вопросов о происхождении Самары.
Судя по синякам Эйдана и состоянию его здоровья, вызывается CPS. Появляется психиатр Эмма Темпл и приходит к выводу, что Рэйчел жестоко обращается с Эйданом. Рэйчел не хочет говорить, но Эмма рассказывает, что знает о борьбе Рэйчел с послеродовой депрессией. Думая, что Рэйчел причинила вред Эйдану, Эмма запрещает Рэйчел видеться с ним, пока они не смогут подробно поговорить об этом.
В поисках ответов Рэйчел пытается выяснить, кем были биологические родители Самары, в агентстве по усыновлению. К сожалению, это просто возвращает её к Морганам. Рэйчел возвращается на ранчо Моргана на острове Моеско. Она готова ворваться, пока не узнает, что агент по недвижимости Мартин проводит день открытых дверей, и она прибывает рано. Мартин лжет о том, что случилось с Морганами, но сообщает, что вся мебель, которую они оставили, была отправлена в подвал. Она направляется туда и находит зеркало с ленты, множество оленьих рогов, старую игрушку-карусель Самары и чемодан с маленьким цветком. Внутри кейса есть доказательства биологической матери Самары.
Пока Рэйчел ищет ответы, Самара берет под свой контроль тело Эйдана, пробуждая его ото сна. Медсестры вызывают Эмму, чтобы поговорить с ним, и пока они разговаривают, Самара телепатически заставляет Эмму покончить жизнь самоубийством.
Рэйчел направляется в церковь и узнает, что биологическую мать Самары звали Эвелин, которая появилась без отца. Также зафиксировано, что в младенчестве она пыталась утопить Самару, после чего была помещена в психиатрическую больницу. Когда Рэйчел идет в гости, Эвелин ждет её, и ей разрешают немедленно войти в учреждение. Эвелин загадочно сообщает ей, что «сны безопасны», что «мой ребёнок сказал мне убить её» и что Рэйчел «впустила мертвых». Когда Рэйчел уходит, она спрашивает, что делать, и Эвелин отвечает: «Слушай своего ребёнка».
Без ведома Рэйчел Эйдан покинул больницу и вернулся в дом Макс. Приходит Макс и, подозревая нечестную игру, пытается тайком сфотографировать Эйдана. Когда Рэйчел возвращается, её встречает ласковый Эйдан, его поведение кажется нехарактерным. Она выходит и находит труп Макса в его пикапе. Когда Рэйчел засыпает, ей снится Эйдан, который говорит ей, что ей придется изгнать Самару. Проснувшись, Рэйчел накачивает Самару и Эйдана снотворным и кладет тело сына, в которое вселилась Самара, в ванну, временно топя Эйдана, чтобы изгнать её. Самара покидает тело Эйдана, но появляется в телеэфире. Рэйчел позволяет втянуть себя в монохромный мир Самары, а Эйдан умоляет её не уходить.
Оказавшись на дне колодца, в котором погибла Самара, Рэйчел обнаруживает, что крышка частично открыта. Рэйчел взбирается по стенам колодца, преследуемая Самарой, которая изгибается, чтобы следовать за ней. Рэйчел убегает, вылезая наружу и закрывая крышку Самары, навсегда исключая Самару из её жизни и жизни Эйдана. Рэйчел бродит по лесу в монохромном мире Самары и начинает слышать голос Эйдана. В конце концов она приходит к скале, где Анна покончила жизнь самоубийством. Рэйчел плачет, прежде чем закрыть глаза, все ещё слыша голос Эйдана. Она смотрит в воду, затем закрывает глаза и прыгает. Таким образом, она может вернуться в реальный мир, воссоединиться с Эйданом и считает, что их испытание наконец окончено.

## В ролях
| Актёр                        | Роль              |
| ---------------------------- | ----------------- |
| Наоми Уоттс                  | Рэйчел Келлер     |
| Саймон Бейкер                | Макс Рурк         |
| Дэвид Дорфман                | Эйдан Келлер      |
| Элизабет Перкинс             | доктор Эмма Тэмпл |
| Сисси Спейсек                | Эвелин            |
| Келли Стейблз / Бонни Морган | Самара Морган     |
| Дэйви Чейз                   | Самара Морган     |
| Гэри Коул                    | Мартин Сэйвид     |

## Создание фильма

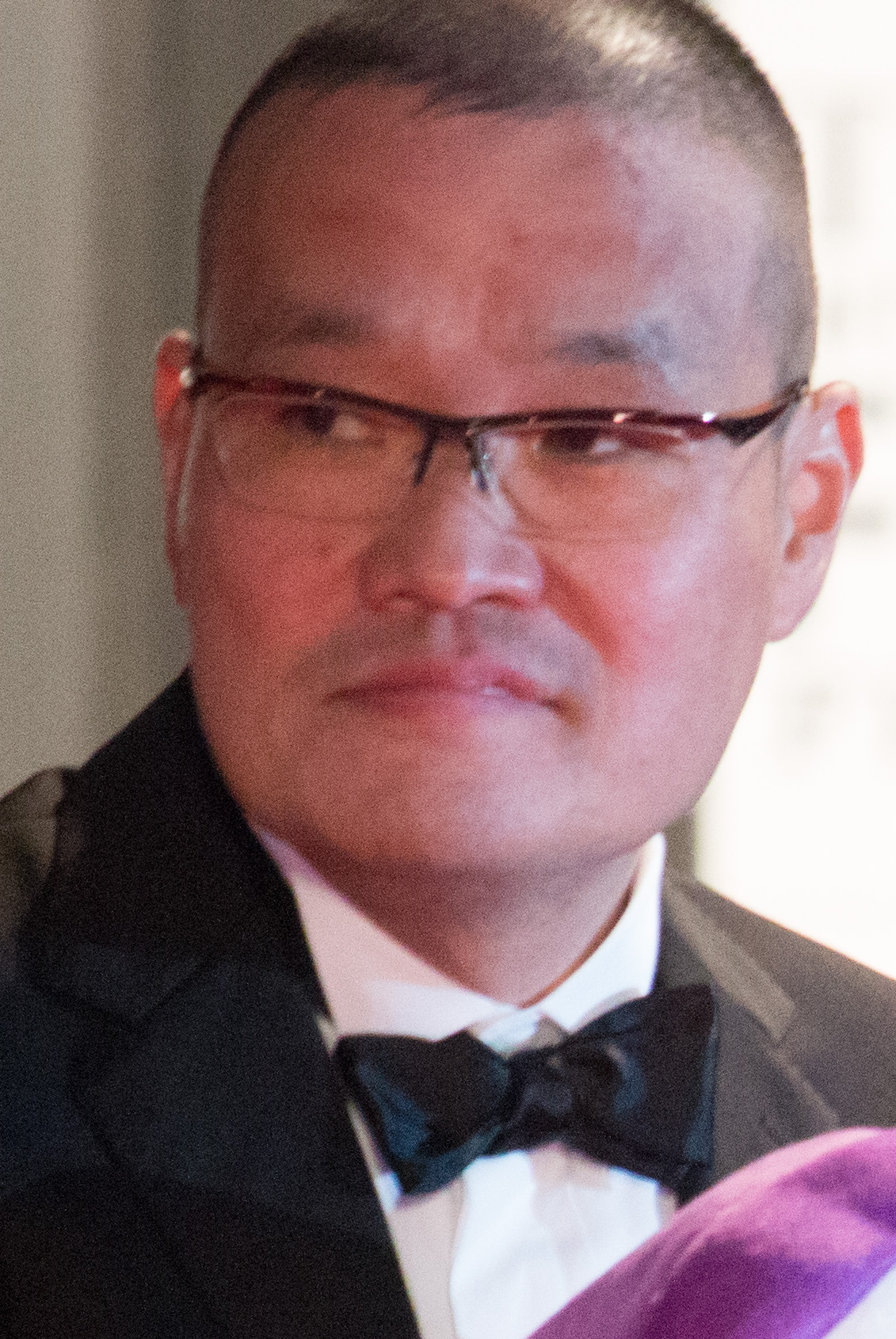
Режиссёр Хидэо Наката

Первоначально на пост режиссёра был назначен Ноам Мурро, однако творческие разногласия с DreamWorks не позволили ему дальше осуществлять свою деятельность. Кроме того, на этот же пост приглашался Ричард Келли, но с его стороны последовал отказ. В итоге кресло режиссёра досталось Хидэо Накате.
При создании фильма руководство студии Dreamworks решило снимать новую историю и не опираться на японский фильм «Звонок 2». Изначально американская актриса Дэйви Чейз, которая сыграла в первой части («Звонок») девочку-призрака Самару Морган, не должна была участвовать в продолжении, так как её персонаж практически не появляется на экране. Однако впоследствии она сыграла роль Самары Морган в фильме. А активность её персонажа заметно возросла. В сценах, где Самара должна ползти, роль этого персонажа была исполнена актрисой Бонни Морган, в титрах данная актриса указана не была (в фильме «Звонки» она исполнит роль Самары Морган).
В интервью режиссёр фильма Хидэо Наката заявил, что в американском фильме «Звонок 2» стремился не повторять сюжет японского фильма «Звонок 2». Он сказал следующее о сценарии фильма «Звонок 2»: «Я думал, что сценарий очень простой, но очень сильный». Х. Наката заявлял, что в фильме было использовано большое количество визуальных эффектов. Он говорил, что стремился сделать кино правдоподобным: «Конечно, я был очень осторожен, чтобы цифровые снимки не выглядели как цифровые эффекты. Это должно быть тонко. Но да, очевидно, что в этом фильме есть сцены, которые могут выглядеть как компьютерная графика. В идеале, если аудиторию это не беспокоит, я имею в виду, если это выглядит правдоподобно, для меня это идеальная ситуация».

### Происшествия
Во время создания фильма «Звонок 2» произошло несколько инцидентов и странный случай, все они были схожими со сценами из фильма:
- На седьмой день съёмок в офисе одной из кинокомпаний, осуществляющих производство фильма, прорвало трубу, и офис был затоплен.
- Во время съёмок реквизитный фургон «оккупировал» рой пчёл.
- Выйдя с парковки, находящейся на территории студии Universal Pictures, одна из костюмерш увидела бегущего к ней по асфальту оленя.

Режиссёр фильма Хидэо Наката, являвшийся суеверным человеком, после подобных происшествий прибегал к ритуалу изгнания злых духов.

### Саундтрек
| Номер              | Название                          | Писатели                                                   | Длительность |
| ------------------ | --------------------------------- | ---------------------------------------------------------- | ------------ |
| 1.                 | «The Well»                        | Ханс Циммер, Хеннинг Лонер                                 | 11:24        |
| 2.                 | «Before You Die You See the Ring» | Ханс Циммер                                                | 7:09         |
| 3.                 | «This is Going to Hurt»           | Ханс Циммер, Мартин Тиллман                                | 2:48         |
| 4.                 | «Burning Tree»                    | Ханс Циммер, Хеннинг Лонер, Мартин Тиллман и Тревор Моррис | 10:13        |
| 5.                 | «Not Your Mommy»                  | Ханс Циммер, Хеннинг Лонер, Мартин Тиллман и Крей Дункан   | 3:59         |
| 6.                 | «Shelter Mountain»                | Ханс Циммер, Хеннинг Лонер и Тревор Моррис                 | 4:10         |
| 7.                 | «The Ferry»                       | Ханс Циммер, Хеннинг Лонер и Мартин Тиллман                | 3:15         |
| 8.                 | «I’ll Follow Your Voice»          | Ханс Циммер, Хеннинг Лонер                                 | 6:28         |
| 9.                 | «She Never Sleeps (remix)»        |                                                            | 2:17         |
| 10.                | «Let the Dead Get In (remix)»     |                                                            | 3:59         |
| 11.                | «Seven Days (remix)»              |                                                            | 3:24         |
| 12.                | «Television (remix)»              |                                                            | 4:00         |
| Общая длительность | Общая длительность                | Общая длительность                                         | 63:50        |

## Награды и номинации
Премия канала MTV-Россия 2006 года
- Лучший фильм на иностранном языке.

## Прием

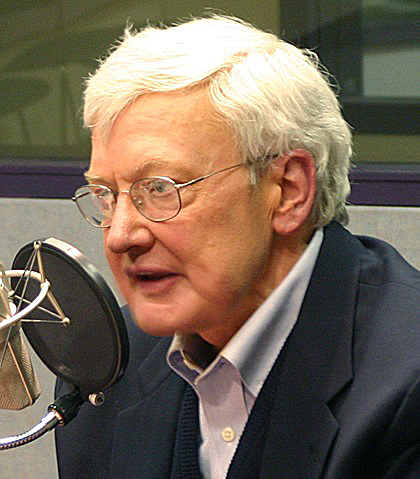
Кинокритик Роджер Эберт

### В мире
Звонок 2 получил в целом негативные отзывы от критиков. На Rotten Tomatoes фильм имеет рейтинг одобрения 20 % на основе 189 обзоров со средней оценкой 4,44/10. Критический консенсус сайта гласит: «Второй звонок содержит клише ужасов, и даже Хидео Наката, режиссёр фильмов, на которых основан этот фильм, не может спасти фильм от скучного сценария, полного абсурда». На Metacritic второй фильм получил средневзвешенную оценку 44 из 100 на основе 37 критиков, что указывает на «смешанные или средние отзывы». Зрители, опрошенные CinemaScore, поставили фильму среднюю оценку «C+» по шкале от A+ до F.
Роджер Эберт счел его лучше, чем первый фильм, присвоив ему 2½ звезды и написав: «Звонок 2, хотя и короткий, но достаточно правдоподобный и есть ощущение напряжения большую часть времени».

### В России
Согласно российской газете «Амурская правда», в фильме «Звонок 2» «нет и тени той скрытой опасности, что в первой части». Самара Морган напоминает Фредди Крюгера, но он был страшнее. В «Звонке-2» все предсказуемо и наивно. Отмечено, что персонажи в фильме совершают много глупостей. Авторы не объясняют многих важных вещей и разжевывают очевидные. Положительно оценены момент с нападением оленей на персонажей и актёрская игра Наоми Уоттс.
На сайте «Tramvision.ru» фильм оценен на 2 из 5. Отмечено наличие ряда заимствований из первого фильма «Звонок» (2002), продолжение во всем проигрывает первому фильму, является предсказуемым и «скучноватым». Вместе с тем, отмечено, что если судить чисто технически, то фильм является добротным триллером. Однако сюжет лишен целостности и идеи, не раскрыты характеры новых персонажей. Положительно оценена сцена с оленями, добавление саспенса в фильм, более активные действия Самары Морган.
Автор рецензии интернет-портала «Film.ru» дал фильму оценку 6 из 10. Отмечено, что в фильме присутствует «сплошное цитирование» других фильмов ужасов. По мнению автора рецензии, в «Звонке 2» мало нововведений по сравнению с первым фильмом. Положительная оценка дана актёрской игре Дэвида Дорфмана (Эйдан).
Согласно рецензии сайта «Киномания», фильм «Звонок 2» состоит из отдельных horror-аттракционов, задача которых просто испугать. Критикуется нелогичность событий и отсутствие мотивации у персонажей, отсутствие важных компонентов фильма ужасов, использованных в фильме «Звонок» (2002).
В рецензии российского сайта SQD.RU фильму дана оценка 5,5 из 10. Посетители сайта оценили фильм на 5,26 из 10. В рецензии отмечено, что фильм «Звонок 2» вышел хуже первого фильма («Звонок (фильм, 2002)»). Фильм «смотрится уже не как мистический ужастик, а как обычная семейная драма», автор рецензии критикует приемы, используемые для того, чтобы напугать зрителя. Положительную оценку получили актёрская игра Наоми Уоттс, Дэвида Дорфмана, Сисси Спейсек.

## Домашние СМИ
В выпуск DVD без рейтинга было включено несколько дополнительных сцен, которых не было в театральном выпуске. Эти сцены включали в себя разговоры с новым соседом Рэйчел (и соседские сплетни), многочисленные дополнения, в которых Макс проявляет романтический интерес к Рэйчел, больше сцен с Самарой до того, как она овладела Эйданом (включая одну, в которой показано, как она входит в него в туалете). на местной ярмарке) и короткометражный фильм «Звонки» (2005) (который также был включен в специальный выпуск, выпущенный незадолго до того, как «Звонок 2» появился в кинотеатрах). Сцена из театральной версии, в которой Эйдан впервые встречает оленя во время прогулки по местной ярмарке (до нападения оленя), также была удалена из этой версии. Кроме того, были изменены некоторые музыкальные реплики, например, когда Самара выпрыгивает из колодца в начальной сцене. Начальная сцена также была длиннее. Сцена, когда отключилось электричество, была заменена сценой с включением и выключением света в комнате Эйдана, а также загоранием духовки внизу.
Версия фильма на Blu-ray ещё не выпущена в США. Фильм официально дебютировал на Blu-ray 26 октября 2012 года в Японии и содержал все дополнения с DVD, включая версию без рейтинга.